# Кравцов, Дмитрий Степанович

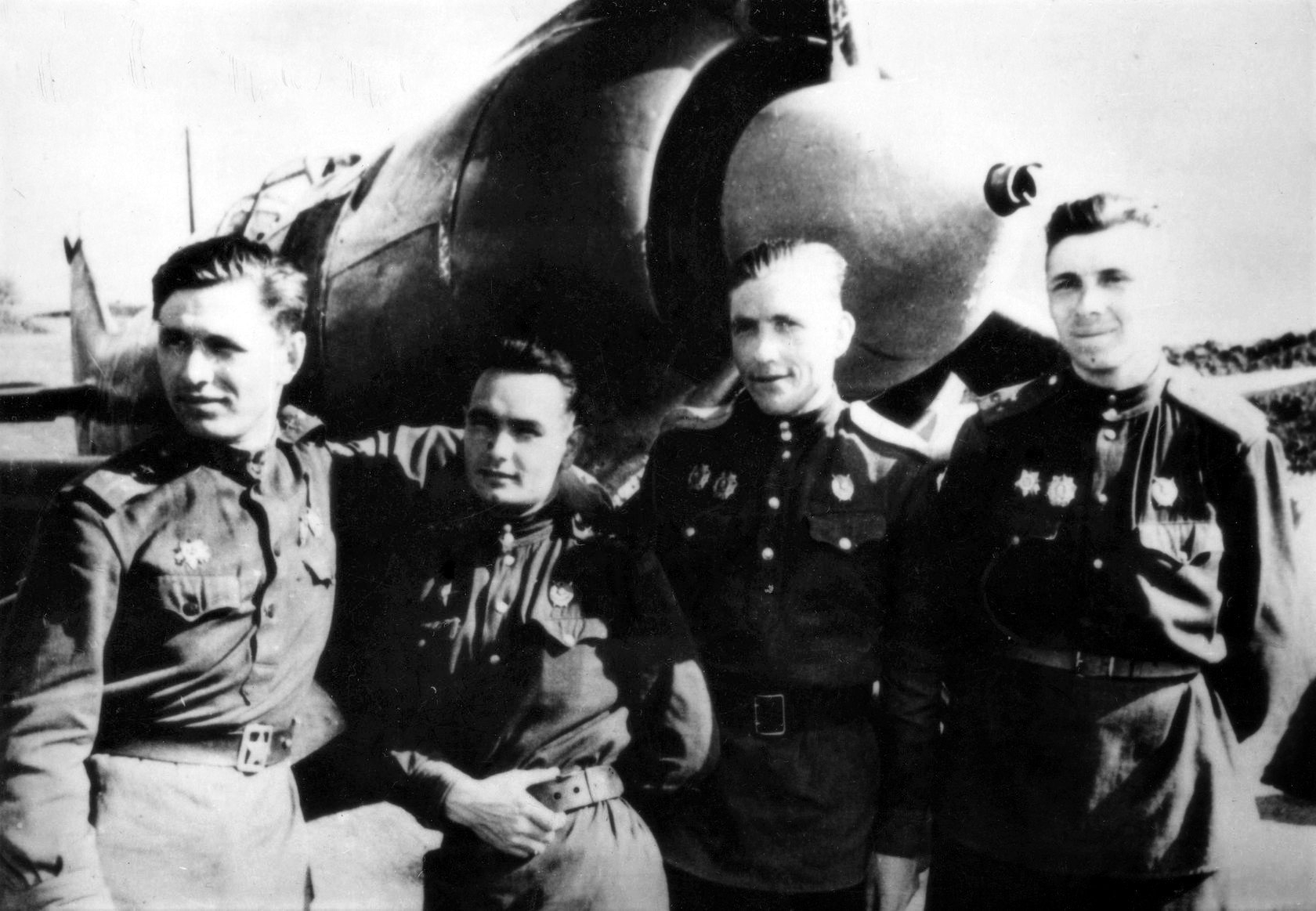
Лётчики 31-го иап после боевого вылета. Слева направо: заместитель командира эскадрильи старший лейтенант Н.М. Скоморохов, командир эскадрильи капитан Д.С. Кравцов, командир эскадрильи капитан Н.И. Горбунов и заместитель командира эскадрильи старший лейтенант И.И. Быстров. Весна 1944

Дми́трий Степа́нович Кравцо́в (1916—1996) — майор Советской Армии, участник Великой Отечественной войны, Герой Советского Союза (1945).

## Биография
Дмитрий Кравцов родился 12 октября 1916 года в селе Любимовка (ныне — Кореневский район Курской области). После окончания Брянского техникума железнодорожного транспорта работал мастером цеха вагонного участка станции «Красноармейское» в Сталинской области Украинской ССР. В ноябре 1937 года Кравцов был призван на службу в Рабоче-крестьянскую Красную Армию. В 1940 году он окончил Чугуевское военное авиационное училище лётчиков. С июня 1941 года — на фронтах Великой Отечественной войны.
К апрелю 1945 года майор Дмитрий Кравцов командовал эскадрильей 31-го истребительного авиаполка 295-й истребительной авиадивизии 17-й воздушной армии 3-го Украинского фронта. К тому времени он совершил 430 боевых вылетов, принял участие в 80 воздушных боях, сбив 13 вражеских самолётов лично и ещё 8 — в составе группы по данным наградного листа, по данным исследований М. Ю. Быкова подтвержденными являются 11 личных и 1 групповая победы аса.
Указом Президиума Верховного Совета СССР от 18 августа 1945 года майор Дмитрий Кравцов был удостоен высокого звания Героя Советского Союза с вручением ордена Ленина и медали «Золотая Звезда».
В 1946 году Кравцов был уволен в запас. Проживал в Киеве. Окончил Киевский институт инженеров железнодорожного транспорта, после чего работал начальником товарного депо станции «Киев». Умер 8 сентября 1996 года, похоронен на Берковецком кладбище Киева.
Был также награждён двумя орденами Красного Знамени, орденом Александра Невского, двумя орденами Отечественной войны 1-й степени, орденами Красной Звезды и «Знак Почёта», рядом медалей и иностранным орденом.